# Shang-Hua Teng
Shang-Hua Teng (ur. 1964 w Pekinie) – amerykański informatyk chińskiego pochodzenia, profesor informatyki i matematyki na Uniwersytecie Południowej Kalifornii. Wcześniej kierował też Wydziałem Informatyki w Viterbi School of Engineering na tym uniwersytecie.

## Życie prywatne
W 2003 roku Teng ożenił się z Dianą Irene Williams, wówczas doktorantką historii na Uniwersytecie Harvarda.